# محمودآباد (ارزوئیه)
محمودآباد  روستایی از توابع شهرستان ارزوئیه  در استان کرمان ایران است.

## جمعیت
این روستا در دهستان ارزوئیه قرار دارد و براساس سرشماری مرکز آمار ایران در سال ۱۳۸۵، جمعیت آن ۵۸۵ نفر (۱۳۹خانوار) بوده‌است.